# Takuya Itō (Fußballspieler, 1976)
Takuya Itō (jap. 伊藤 卓弥, Itō Takuya; * 30. Dezember 1976 in der Präfektur Kanagawa) ist ein ehemaliger japanischer Fußballspieler.

## Karriere
Itō erlernte das Fußballspielen in der Jugendmannschaft der Yokohama Marinos. Seinen ersten Vertrag unterschrieb er 1995 ebenfalls bei den Yokohama Marinos. Der Verein spielte in der höchsten Liga des Landes, der J1 League. Mit dem Verein wurde er 1995 japanischer Meister. Für den Verein absolvierte er zwei Erstligaspiele. 1998 wechselte er zum Ligakonkurrenten Cerezo Osaka. Ende 1999 beendete er seine Karriere als Fußballspieler.

## Erfolge
Yokohama Marinos
- J1 League

Meister: 1995